# Stalkya muscicola
Stalkya muscicola ist die einzige Art der Pflanzengattung Stalkya innerhalb der Familie der Orchideen (Orchidaceae). Sie wächst als Epiphyt in Moospolstern auf Ästen und an Baumstämmen nur in größeren Höhenlagen in Venezuela.

## Beschreibung

### Vegetative Merkmale
Stalkya muscicola wächst als ausdauernde krautige Pflanze. Sie bildet nur eine einzelne Wurzel. Diese Wurzel ist behaart und oval knollenförmig verdickt.
Die Laubblätter bilden eine grundständige Rosette. Die einfache hellgrün Spreite ist schmal-eiförmig mit spitzem oberen Ende, an ihrer Basis läuft sie in einen dünnen Blattstiel aus. Zur Blütezeit sind die meisten Blätter schon verwelkt.

### Generative Merkmale
Der traubige Blütenstand ist im oberen Bereich behaart. Er ist von röhrenförmigen, unbehaarten, spitz endenden Hochblättern teilweise umhüllt. Die kahlen Tragblätter sind eiförmig mit spitzem oberen Ende. Im Blütenstand sind die wenigen Blüten locker und fast einseitswendig angeordnet.
Die zwittrige Blüte ist zygomorph und dreizählig. Der Fruchtknoten ist ungestielt, zylindrisch bis spindelförmig, leicht verdreht und weist schräg nach oben. Die relativ kleine Blüten ist grünlich. Die Blüten sind röhrenförmig und stehen waagrecht oder leicht nach oben weisend. Die Sepalen sind einander ziemlich gleich geformt, sie stehen etwa parallel zueinander und bilden so eine Röhre. Das dorsale Sepal ist konkav und endet spitz, die seitlichen Sepalen wie auch die Petalen sind an der Basis leicht asymmetrisch, sie enden stumpf. Die Petalen liegen dem dorsalen Sepal an und haften mit ihren inneren Rändern dort an, ihre Spitzen sind frei. Die fleischige Lippe ist sitzend und ungelappt, die Seiten sind nach oben gebogen und haften der Säule an. Auf der Innenseite befinden sich verdickte Adern und eine Behaarung, auf der Außenseite gibt es eine Stelle mit halbkugelförmigen Papillen. Die Säule ist zylindrisch, unterseits ist sie mit einer Längsfurche versehen und behaart. Die Narbe besteht aus einer zweilappigen Fläche. Das Staubblatt ist oval, vorne spitz. Es enthält die keulenförmigen Pollinien, die an einer kleinen, rundlichen Klebscheibe (Viscidium) hängen. Das Trenngewebe zwischen Staubblatt und Narbe (Rostellum) ist fleischig und läuft konisch spitz zu.
Die Kapselfrucht ist oval.

## Vorkommen
Stalkya muscicola kommt endemisch in Venezuela vor. Der Lebensraum sind Wälder in Höhenlagen von etwa 3000 Metern.

## Systematik
Die Erstbeschreibung erfolgte 1966 unter dem Namen (Basionym) Spiranthes muscicola durch Leslie Garay und Galfrid Dunsterville in Venezuelan Orchids Illustrated, Band 4, S. 280. Das Artepitheton muscicola setzt sich aus dem lateinischen Wort muscus für „Moos“ und der Endung -cola für „-bewohner“ zusammen. Garay und  Dunsterville ordneten 1979 diese Art unter dem Namen Schiedeella muscicola (Garay & Dunst.) Garay & Dunst. in Orchids of Venezuela: an Illustrated Field Guide, S. 915 in die Gattung Schiedeella ein. Die Neukombination zu Stalkya muscicola (Garay & Dunst.) Garay wurde 1982 durch L. A. Garay in Botanical Museum Leaflets, Harvard University, Band 28, Teil 4, S. 372 veröffentlicht, dabei wurde die Gattung Stalkya Garay aufgestellt. Der Gattungsname Stalkya rührt von dem Spitznamen Dunstervilles, stalky, her. Galfrid Dunsterville (1905–1988) war ein britischer Ingenieur und Orchideenspezialist.
Stalkya muscicola ist die einzige Art der Gattung Stalkya.
Die Gattung Stalkya gehört zur Subtribus Spiranthinae aus der Tribus Cranichideae in der Unterfamilie Orchidoideae innerhalb der Familie Orchidaceae. Die Gattung Stalkya wurde verschiedentlich in Schiedeella eingegliedert. Größere Ähnlichkeit hat sie allerdings mit Microthelys.

## Weiterführendes
- Liste der Orchideengattungen